# William Bigeon
William Bigeon, född 21 mars 1986, är en fransk travtränare och travkusk. Han har tränat hästar som Diablo du Noyer, Eléa Madrik, Kana de Beylev, King Opera, Kyrielle och Louisiane de Bomo. Som tränare har han vunnit över 220 lopp och som kusk över 340 lopp.

## Karriär
William Bigeon är son till stortränaren Jean-Luc Bigeon.
Bigeon samarbetar ofta med kusken Benjamin Rochard.

## Större segrar i urval
| År   | Lopp             | Häst           | Kusk             | Grupp   |
| ---- | ---------------- | -------------- | ---------------- | ------- |
| 2023 | Prix de l'Étoile | Kana de Beylev | Benjamin Rochard | Grupp 1 |